# Fred Schmidt
Frederick Weber Schmidt, detto Fred (Evanston, 23 ottobre 1943) è un ex nuotatore statunitense.

## Carriera
Assieme ai compagni Thompson Mann, William Craig e Steve Clark ha vinto la staffetta 4x100m misti ai giochi di Tokyo 1964 facendo anche segnare il nuovo primato mondiale (3'58"4).

## Palmarès
- Giochi olimpici

Tokyo 1964: oro nella 4x100m misti e bronzo nei 200m farfalla.
- Giochi panamericani

San Paolo 1963: argento nei 200m farfalla.